# 抗コリン薬
抗コリン薬（こうコリンやく、英: anticholinergic agent）とは、中枢神経系および末梢神経系のコリン作動性神経系のシナプスにおいて、神経伝達物質であるアセチルコリンがアセチルコリン受容体（ニコチン受容体またはムスカリン受容体）に結合するのを阻害する薬物のことである。抗コリン作動薬とも呼ばれる。この抗コリン作用によって副交感神経が抑制される。副交感神経遮断薬とも言われていたが、コリン作動性線維は副交感神経節後線維だけではない。代表的なものに、アトロピンやスコポラミンがある。これと逆の作用を示すのはコリン作動薬である。
抗コリン薬は、全身に張り巡らされた神経に作用することで、幅広い効果を発揮する。この神経には、骨格筋を支配する体性神経系の運動神経や、交感神経系、副交感神経系の神経が含まれる。これらの神経系からの神経伝達を受ける器官には、外分泌腺、心臓、眼、消化管などがある。
抗コリン薬は、その作用部位により、抗ムスカリン薬と抗ニコチン薬の2種類に大別される。抗ムスカリン薬や抗ニコチン薬は、心拍数を増加させたり、分泌物や消化管の運動を抑制したりする。アトロピンやヒヨスチンなどの抗ムスカリン薬（別名：ムスカリン拮抗薬）は、ムスカリン性アセチルコリン受容体でアセチルコリンを遮断する。ツボクラリンやヘキサメトニウムなどの抗ニコチン薬（別名：自律神経節遮断薬、神経筋遮断薬）は、ニコチン性アセチルコリン受容体でのアセチルコリンの作用を遮断する。その効果は、体の様々な部分での対応する受容体の発現に基づいている。
過剰摂取や、あるいは他の抗コリン作用のある薬物三環系抗うつ薬との併用により、コリン中毒によるせん妄、昏睡、痙攣、高熱などが生じることがある。

## 歴史
1900年、薬理学者のリード・ハント（1870-1948）は、副腎抽出物からアドレナリンを除去すると、ウサギの血圧が下がることに気が付いた。彼は当初、この効果をコリンによるものと考えていたが、後にアセチルコリンの方が10万倍も血圧を下げる効果があることを発見した。
イギリスの生理学者、ヘンリー・ハレット・デール（1875-1968）は、アセチルコリンが血管を拡張し、心拍数を低下させることを観察した。1914年、デールはアセチルコリンの生理作用が副交感神経の刺激に似ていることを指摘し、アセチルコリンが神経伝達物質であると仮定した。後にデールは、アセチルコリンの作用を模倣した物質を「コリン作動薬」と名付けた。

また、1914年、デールはアセチルコリンの作用として、毒キノコのベニテングタケから抽出したムスカリン、またはニコチンを注射したときの作用から、ムスカリン性作用とニコチン性作用の2種類を区別した。

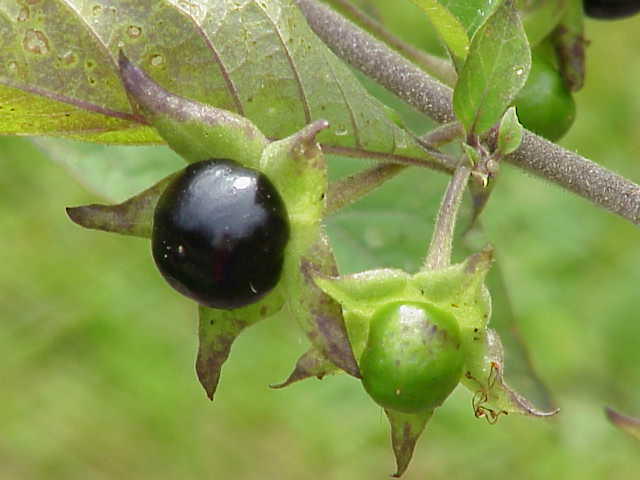
ベラドンナの果実

ベラドンナは、学名Atropa belladonna と呼ばれ、古くから用いられてきた。ベラドンナには、アトロピンやスコポラミンといった成分が含まれ、これらは抗ムスカリン薬として用いられる。また、Chondrodendron やStrychnos に由来する天然由来の抗ニコチン薬であるクラーレは、南米の先住民が狩猟に用いた毒物である。

## 機序
アセチルコリンは神経伝達物質として、身体の様々な機能に関わっている。このアセチルコリンが作用するときに結合する部位が、アセチルコリン受容体である。さらにアセチルコリン受容体には、ムスカリン受容体とニコチン受容体が存在する。抗コリン薬は、このうちムスカリン受容体にアセチルコリンが結合して作用するのを阻害する。つまり、アンタゴニストである。

## 用途

### 胃腸の過活動、失禁、吐き気の抑制
スコポラミン（ブスコパン）のような抗コリン薬は、胃腸の過活動による、胃痛や腹痛、また乗り物酔いの抑制などにも用いられる。

### 抗コリン性抗パーキンソン病薬
代表的には、ビペリデン（アキネトン、タスモリン）や、トリヘキシフェニジル（アーテン）のような抗コリン性抗パーキンソン病薬が存在する。1960年代にはパーキンソン病の治療にドーパミン補充療法が登場し、抗コリン性抗パーキンソン病薬は主に抗精神病薬との併用において用いられてきた。しかし、現在はそのような併用は避けることが推奨されている。

### 慢性気管支喘息／慢性閉塞性肺疾患治療薬
長時間作用型抗コリン薬（long-acting muscarinic antagonist；LAMA）の吸入薬が、吸入ステロイド（inhaled corticosteroid；ICS）や長時間作用型β2作動薬（long-acting beta-2 agonist；LABA）と共に用いられる。

## 抗コリン作用の強い他の薬物
- 第一世代の抗ヒスタミン薬[13]：ジフェンヒドラミン（レスタミン、ドリエル）や プロメタジン（ヒベルナ、ピレチア）など。改良された抗コリン作用のない第二世代抗ヒスタミン薬が、1980年代より登場している[13]。
- 低力価の抗精神病薬[14]：フェノチアジン系 の クロルプロマジン や レボメプロマジン など。
- 三環系抗うつ薬：イミプラミン や アミトリプチリン など。
- ベンゾジアゼピン：ジアゼパム（セルシン）エチゾラム（デパス）など。
- 胃腸鎮痙薬：塩酸ジサイクロミン（レスポリミン）、臭化プロパンテリン など。

## 相互作用
抗コリン薬を含む医薬品を併用すると、相乗的、相加的、または拮抗的な相互作用が起こり、治療効果が得られなかったり、過量投与になったりすることがある。以下に、抗コリン剤と相互作用する可能性のある薬や食品を列挙する。
- 抗不整脈薬（例：ジソピラミド、キニジン）：抗コリン薬の副作用である頻脈によって薬剤性不整脈が発生する
- 抗パーキンソン病薬（例：レボドパ）：アトロピンはレボドパの吸収を低下させる
- 旅行酔いの予防、胃痙攣や痙攣の緩和（例：スコポラミン）：相加効果
- 吐き気および嘔吐（例：シクリジン）：相加効果
- 副交感神経刺激薬（ベタネコール、ピロカルピン、カルバコール等）：効果相殺
- 抗ヒスタミン薬（クロルフェニラミン、ジフェンヒドラミン、プロメタジン等）：抗コリン剤と構造が似ており、相加効果がある
- 三環系抗うつ剤（例：アミトリプチリン、クロミプラミン）：相加効果
- アドレナリン作動性充血除去薬（例：フェニレフリン）。アトロピンとの併用は、重度の高血圧のリスクを高める
- アルツハイマー病治療薬（例：リバスチグミン、ドネペジル）。痙攣の閾値を下げる可能性がある[17]
- 手術時の筋弛緩薬：相加・相乗効果
- グレープフルーツジュースおよびグレープフルーツを使用した製品：CYP3A4阻害薬（ダリフェナシン（英語版）等）による薬効を低下または増幅させる

## 抗コリン中毒
抗コリン剤の過剰摂取や、抗コリン作用のある三環系抗うつ薬との併用によって生じる中毒状態であり、せん妄、昏睡、痙攣、幻覚、低血圧、高熱などの症状が生じる救急状態である。

## 認知症リスクの増加
抗コリン作用のある薬剤を長期間、摂取するとアルツハイマー病などの認知症の発症リスクが高まる可能性があることが報告され、10年間で91日分から365日分の使用では1.19倍、1,095日まででは1.23倍、1,096日以上では1.54倍であった。

## 禁忌
抗コリン薬は前立腺肥大症や尿路に閉塞性疾患がある場合には投与が禁忌になっている。これらの持つ人に抗コリン薬を投与すると、排尿障害を来たすおそれがある。抗コリン薬には、膀胱の排出力を弱めるとともに、尿道を細く収縮し、尿排泄を悪くする作用がある。